# Distrito Municipal de Capricorn
Capricorn es un distrito municipal de Sudáfrica, en la provincia de Limpopo. Comprende una superficie de 16 970 km² y su centro administrativo es la ciudad de Polokwane.

## División administrativa
- Aganang
- Blouberg
- Molemole
- Lepelle-Nkumpi
- Polokwane